# Radinovo Brdo
Radinovo Brdo je naseljeno mjesto u Republici Hrvatskoj u Zagrebačkoj županiji. 

## Zemljopis
Administrativno je u sastavu općine Žumberak. Naselje se proteže na površini od 3,90 km².

## Stanovništvo
Prema popisu stanovništva iz 2001. godine u naselju Radinovo Brdo živi 16 stanovnika i to u 7 kućanstava. Gustoća naseljenosti iznosi 4,10 st./km².
| broj stanovnika | 65    | 99    | 124   | 145   | 137   | 129   | 120   | 127   | 119   | 103   | 88    | 70    | 48    | 23    | 16    | 9     | 4     |
|                 | 1857. | 1869. | 1880. | 1890. | 1900. | 1910. | 1921. | 1931. | 1948. | 1953. | 1961. | 1971. | 1981. | 1991. | 2001. | 2011. | 2021. |